# Martino Longhi, o Jovem

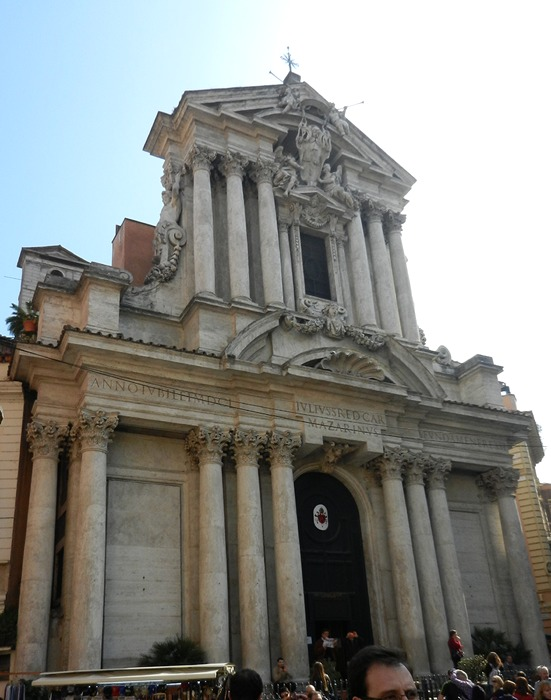
Santi Vincenzo e Anastasio a Trevi

Martino Longhi, o Jovem (1602–1660 (58 anos)) foi um arquiteto italiano do período barroco ativo em Roma numa época em que competiam pelas encomendas na cidade nada menos que Bernini, Borromini, Carlo Rainaldi e Pietro da Cortona.;

## História
Martino nasceu em Roma numa família de arquitetos. Seu avô, Martino Longhi, o Velho, já era famoso por ter completado diversas obras na cidade. Seu pai, Onorio Longhi era também um proeminente arquiteto e Martino herdou o trabalho em San Carlo al Corso quando ele morreu em 1619, um projeto desenhado pelo seu avô e no qual três gerações da família trabalharam. Em 1625, Martino publicou um tratado sobre arquitetura e já era membro da Accademia di San Luca. Na década seguinte, ele começou a trabalhar em Sant'Antonio dei Portoghesi. Em 1644, projetou a fachada de San Giovanni Calibita e, no ano seguinte, começou a trabalhar na estupenda fachada vertical de Santi Vincenzo e Anastasio a Trevi. Na década de 1650, Martino trabalhou na reconstrução de Sant'Adriano al Foro.
Longhi não teve filhos e está enterrado em Viggiù, no Lombardia, onde morreu.